# André Jacques Fonteny
Pour les articles homonymes, voir Fonteny.
André Jacques Fonteny, né le 9 septembre 1885 à Nanteuil-le-Haudouin (Oise) et mort le 13 décembre 1953 à Paris 3e, est un journaliste et, dans l'entre-deux-guerres, le président-fondateur d'une association d'anciens combattants marquée à gauche, la Fédération nationale des combattants républicains (FNCR).

## Biographie
André Jacques Fonteny (André Fonteny ou A. J. Fonteny) est bachelier ès-lettres. Il collabore avant 1914 à des journaux de gauche, Le Rappel, La Guerre sociale, Armée et démocratie.
Sous-officier rengagé en 1914, il finit la Première Guerre mondiale capitaine au 46e régiment d'infanterie, commandant sa 4e compagnie. Il est blessé une première fois par une balle le 8 septembre 1914, et une seconde fois le 4 août 1918, au bras droit et à la jambe droite, par un éclat d'obus. Il reçoit la croix de chevalier de la Légion d'honneur en 1919, à titre militaire, et est promu officier en 1932, par le ministère des pensions, et commandeur en 1937, par le ministère de la guerre, en tant que réserviste. Trois fois cité, il est aussi titulaire de la médaille militaire et de la croix de guerre avec palme.
Il est inscrit en 1922 au carnet B du département de la Seine dans la mesure où il milite à l'extrême gauche depuis la fin des hostilités : il a adhéré à la 5e section de la Section française de l'Internationale ouvrière en 1919, a assisté à des réunions socialistes avec son uniforme de capitaine et aurait même porté un drapeau rouge. Il milite aussi à l'Association républicaine des anciens combattants (ARAC), rassemblant des socialistes, ce qui lui vaut d'être éloigné de Paris par l'autorité militaire et d'être déplacé plusieurs fois. Officier d'active, il démissionne de l'armée. Il est membre de la commission exécutive de l'ARAC.
Puisque l'ARAC est devenue une association communiste, il la quitte en mars 1920, fonde à la fin de l'année 1921 et préside une association politisée d'anciens combattants, se classant à gauche, la Fédération nationale des combattants républicains (FNCR), créée sous les auspices du parti radical-socialiste et dans le contexte de l'hostilité à la politique du Bloc national au pouvoir. Fonteny est alors membre du conseil central de la Ligue de la République de Paul Painlevé. La FNCR publie un périodique à partir de 1923, Le Poilu républicain ; Fonteny y écrit des éditoriaux. L'association ne rassemble que des « républicains », c'est-à-dire des radicaux et des socialistes. Elle dénonce le faux apolitisme des grandes fédérations du monde combattant, l'Union Fédérale des Associations Françaises d'Anciens Combattants (UF) et plus encore l'Union nationale des combattants (UNC), et proteste contre la présence de l'Église catholique à des manifestations d'anciens combattants. La FNCR qu'il préside jusqu'en 1940 comprend entre 70 000 et 120 000 adhérents au début des années 1930 et fait partie de l'univers de la gauche depuis sa fondation.
Il est radié du carnet B en 1926. C'est qu'il est désormais proche des radicaux-socialistes, alors au pouvoir. Il a été le secrétaire du député André Escoffier. Il est journaliste au journal Le Quotidien, proche des radicaux ; il y tient une rubrique dédiée aux anciens combattants. Il perd son poste de journaliste en octobre 1926 mais continue sa collaboration à ce journal, critique puis défend sa direction.
Il collabore aussi au quotidien Paris-Soir en 1924-1925.
Franc maçon, membre de la loge Les Droits de L'homme appartenant au Grand Orient de France, il est membre du conseil de l'ordre en 1927,. Son affiliation et les liens étroits entre la FNCR et la franc-maçonnerie au temps du Cartel des gauches ne sont pas secrets. Ainsi en 1925, un représentant du Grand Orient est invité au banquet de l'association et son discours est reproduit par le périodique de la FNCR, Le Poilu républicain. L'année suivante, c'est au nom du conseil de l'ordre du Grand-Orient qu'il donne un discours - reproduit également en « une » du Poilu républicain - à la mémoire d'un président d'honneur de la FNCR, le général Augustin Gérard, membre également du conseil de l'ordre et ancien grand-maître. Des banquets de la FNCR se tiennent dans les salons du Grand Orient, rue Cadet.
Il doit affronter une crise interne au sein de la FNCR en 1927. Il est mis en cause par des cadres de la FNCR démissionnaires, notamment le socialiste Gilbert Nowina, et par le quotidien La Lumière, pour des affaires liées à l'administration du Quotidien, à des faux, à des subventions du ministère de l'intérieur qui provoquent son exclusion de la SFIO et du conseil de l'ordre du Grand-Orient.
Mandaté par le comité central de la FNCR, il se présente aux élections législatives de 1928 comme candidat radical-socialiste à Nancy, contre le député sortant de droite Louis Marin, sans succès,. Il est alors exclu définitivement de la SFIO, pour s'être présenté contre un candidat socialiste.
Président de la FNCR, il est membre du conseil d'administration de l'Office national des combattants, de la Commission supérieure de révision des pensions, constituée en 1933, et du bureau de la Confédération nationale des anciens combattants, mise en place en 1928, qui fédère les principales associations d'anciens combattants.
Fonteny polémique avec l'UNC après le 6 février 1934.
Vice-président de la fédération de Seine-et-Oise du parti radical-socialiste, il est candidat sans succès aux élections sénatoriales de 1935.
Fonteny et la FNCR soutiennent le Front populaire.

### Sources
- Antoine Prost, Les Anciens Combattants et la société française (1914-1939), Paris, Presses de la FNSP, 3 vol., 1977 (thèse d'État).
- Base Léonore
- Notice biographique du Maitron en ligne